# Obsesión (álbum de Miguel Mateos)

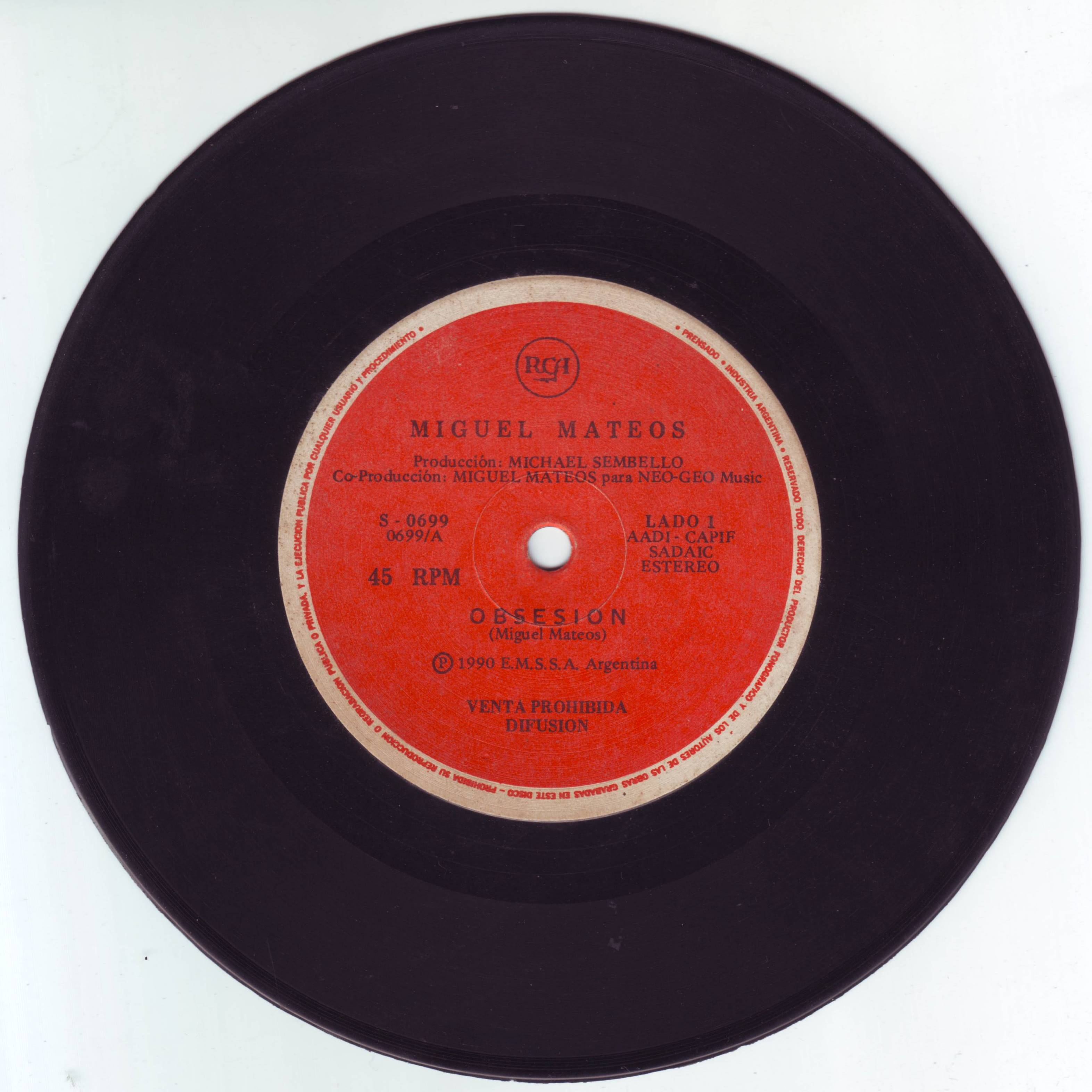
Sencillo en vinilo con los temas Obsesión y Desnúdame.

Obsesión es el nombre del primer álbum como solista del cantante argentino de rock Miguel Mateos, quien sin embargo era virtualmente un solista desde 1983, cuando ZAS, la banda que fundó, comenzó a llamarse Miguel Mateos ZAS. Fue editado por BMG en 1990.
Desde este disco nace uno de su primeros grandes éxitos en forma solista: «Obsesión», el tuvo éxito internacional.
Para promocionar el disco se dio una serie de conciertos incluyendo la presentación en Viña del Mar de 1991.
El álbum contó con la participación de la guitarrista Jennifer Batten en los temas “Si te gusta" y “El diablo en tu corazón".

## Músicos
- Miguel Mateos: voz principal y coros, guitarra principal y sintetizadores
- Alejandro Mateos: batería, caja de ritmos y coros.
- Michael Sembello: guitarra rítmica, sintetizadores y sampler.
- Joellen Friedkin: sintetizadores
- Jennifer Batten: guitarra principal en el tema 5 y 7.
- Jean Louis Monfraix: guitarra principal en el tema 2, 8 y 11.
- Wade Biery: bajo
- Gustavo Santaolalla: charango y tubos.
- Jim Pollock: saxofón.
- "Coco" Trevisono: bandoneón.

## Datos adicionales
- Producido por Michael Sembello.
- Coproducción: Miguel Mateos.

- Todas las canciones han sido compuestas por Miguel Mateos, excepto Tirar los muros abajo, que fue escrita por Miguel Mateos en conjunto con: Michael Sembello, Batteau y Caldwell.
- Grabado y Mezclado en sistema digital (Mitsubishi X850) en el "Bossa Nova Hotel" Studio (California, EE. UU.).

## Temas
1. Obsesión (4:05)
2. Tirar los muros abajo (3:40)
3. Desnúdame (5:09)
4. Voy a juntar mis pedazos (3:55)
5. Si te gusta (2:56) (Bonus Track)
6. Malos pensamientos (5:55)
7. El diablo en tu corazón (4:04)
8. Es por tu amor (4:02)
9. Ciudades en coma (4:03)
10. Estoy ciego (3:48)
11. Lágrimas bajo la lluvia (5:44)

- Datos: Q6048321